# روزيتو شاركز
روزيتو شاركز (بالإيطالية: Roseto Sharks)‏ هو فريق كرة سلة إيطالي تأسس في سنة 1946 يقع في روزيتو ديلي أبروتسي، إيطاليا. لعب في ليغا باسكيت الدرجة الأولى.

## أبرز اللاعبين
من أبرز اللاعبين الذين لعبوا معه:
- ماريو بوني
- ستيفن أريجبابو
- ماركو ميليتش
- ألبرت ميراليس
- محمود عبد الرؤوف
- أدريان غريفين

## وصلات خارجية
- الموقع الرسمي